# Шенина, Елена Николаевна
Елена Николаевна Шенина (9 августа 1956 — 22 июля 2016, Всеволожск, Ленинградская область) — советская биатлонистка, советский и российский тренер по биатлону. Серебряный призёр чемпионата СССР в эстафете (1985). Мастер спорта СССР международного класса.

## Биография
Представляла город Ленинград.
В 1985 году стала серебряным призёром чемпионата СССР в эстафете в составе сборной Ленинграда.
После окончания спортивной карьеры перешла на тренерскую работу. Более 20 лет работала тренером-преподавателем по биатлону в Санкт-Петербургском училище олимпийского резерва № 2. Была одним из тренеров трёхкратной чемпионки зимней Универсиады-1997 Елены Масловой, призёра этапов Кубка мира Марии Стреленко.

## Личная жизнь
Окончила ГДОИФК им. Лесгафта (1978). Была замужем, супруг — Рэм Михайлович.
Умерла 22 июля 2016 года на 60-м году жизни после продолжительной болезни в больнице г. Всеволожска.